# Cystiscus cymbalum
Cystiscus cymbalum is een slakkensoort uit de familie van de Cystiscidae. De wetenschappelijke naam van de soort is voor het eerst geldig gepubliceerd in 1878 door Tate.